# The Brewers of Europe
The Brewers of Europe – międzynarodowa organizacja założona w 1958 r., grupująca największe organizacje piwowarskie krajów Unii Europejskiej oraz Norwegii, Szwajcarii i Turcji.
Członkami The Brewers of Europe są:
- Austria: Verband der Brauereien Österreichs
- Belgia: Belgian Brewers
- Bułgaria: Union of Brewers in Bulgaria (UBB)
- Cypr: Cyprus Brewers Association
- Czechy: Český Svaz Pivovarů a Sladoven
- Dania: Bryggeriforeningen
- Finlandia: Panimoliitto
- Francja: Brasseurs de France
- Grecja: Greek Brewers´ Association
- Hiszpania: Cerveceros de España
- Holandia: Centraal Brouwerij Kantoor - CBK
- Irlandia: The Irish Brewers´ Association
- Litwa: Lithuanian Breweries Association
- Luksemburg: Fédération des Brasseurs Luxembourgeois
- Malta: The Malta Chamber of Commerce, Enterprise and Industry
- Niemcy:Deutscher Brauer-Bund e.V.
- Norwegia: Norwegian Brewers
- Polska: Związek Pracodawców Przemysłu Piwowarskiego w Polsce Browary Polskie
- Portugalia: APCV - Associação Portuguesa dos Produtores de Cerveja
- Rumunia: Brewers of Romania
- Słowacja: Slovenské združenie výrobcov piva a sladu
- Szwajcaria: Swiss Breweries´ Federation
- Szwecja: Sveriges Bryggerier AB
- Turcja: Beer and Malt Producers´ Association of Turkey
- Węgry: Association of Hungarian Brewers
- Wielka Brytania: British Beer and Pub Association
- Włochy: Associazione degli Industriali della Birra e del Malto